# Chrysotus hirtus
Chrysotus hirtus är en tvåvingeart som beskrevs av Octave Parent 1931. Chrysotus hirtus ingår i släktet Chrysotus och familjen styltflugor.
Artens utbredningsområde är Peru. Inga underarter finns listade i Catalogue of Life.